# Colletes hylaeiformis
Colletes hylaeiformis is een vliesvleugelig insect uit de familie Colletidae. De wetenschappelijke naam van de soort is voor het eerst geldig gepubliceerd in 1852 door Eversmann.